# Chordophora iogramma
Chordophora iogramma là một loài bướm đêm trong họ Geometridae.